# Dracoderidae
Dracoderidae é uma família de animais do filo Kinorhyncha, ordem Cyclorhagida, subordem Cyclorhagae.